# زبان‌های پاکستان
زبان‌های پاکستان (انگلیسی: Languages of Pakistan) شامل زبان‌های رایج در کشور پاکستان می‌شود. پاکستان دارای ده‌ها زبان است که به عنوان زبان اول صحبت می‌شود. پنج زبان بیش از ۱۰ میلیون گویشور در پاکستان دارند که شامل زبان پنجابی، زبان پشتو، زبان سندی، زبان سرائیکی و زبان اردو هستند. به‌طور عمده تمام زبان‌های پاکستان متعلق به گروه زبان‌های هندوایرانی از خانواده زبان‌های هندواروپایی هستند.

## آمار
جمعیت گویشوران زبان‌های پاکستانی (۱۹۹۸)
در جدول زیر، زبان‌های اصلی پاکستان به‌همراه جمعیت گویشور اصلی آنها، آورده شده‌است:
| ۱ | پنجابی  | ۷۶٬۳۶۷٬۳۶۰ | ۴۴٫۱۷٪ | ۵۸٬۴۳۳٬۴۳۱ | ۴۴٫۱۵٪ | پنجاب، اسلام‌آباد         |
| ۲ | پشتو    | ۲۶٬۶۹۲٬۸۹۰ | ۱۵٫۴۴٪ | ۲۰٬۴۰۸٬۶۲۱ | ۱۵٫۴۲٪ | خیبر پختونخوا            |
| ۳ | سندی    | ۲۴٬۴۱۰٬۹۱۰ | ۱۴٫۱۲٪ | ۱۸٬۶۶۱٬۵۷۱ | ۱۴٫۱۰٪ | منطقه روستایی سند        |
| ۴ | سرائیکی | ۱۸٬۰۱۹٬۶۱۰ | ۱۰٫۴۲٪ | ۱۳٬۹۳۶٬۵۹۴ | ۱۰٫۵۳٪ | پنجاب                    |
| ۵ | اردو    | ۱۳٬۱۲۰٬۵۴۰ | ۷٫۵۹٪  | ۱۰٬۰۱۹٬۵۷۶ | ۷٫۵۷٪  | منطقه شهری سند و پاکستان |
| ۶ | بلوچی   | ۶٬۲۰۴٬۵۴۰  | ۳٫۵۹٪  | ۴٬۷۲۴٬۸۷۱  | ۳٫۵۷٪  | بلوچستان                 |

- شمار گویشوران زبان سرائیکی در سرشماری‌های سال ۱۹۵۱ و ۱۹۶۱ با زبان پنجابی محاسبه شده‌است.
- اردو به عنوان زبان ملی، توسط اکثر مردم پاکستان تکلم و درک می‌شود و به‌طور فزاینده ای توسط پاکستانی‌های شهرنشین به عنوان زبان اول پذیرفته می‌شود.